# Cephalophorus natalensis harveyi
Il cefalofo di Harvey (Cephalophorus natalensis harveyi (Thomas, 1893)) è un piccolo cefalofo originario dell'Africa orientale.

## Descrizione
Il cefalofo di Harvey è una piccola antilope con zampe corte, zoccoli appuntiti e schiena arcuata. Misura circa 40 cm di altezza al garrese e pesa intorno ai 15 kg. Il colore del mantello è quasi completamente castano, a eccezione delle zampe e della faccia, che sono neri. Entrambi i sessi possiedono corna corte e appuntite rivolte all'indietro sul collo, con un ciuffo di peli neri nel mezzo. Al di sotto degli occhi possiede dei fori a forma di mezzaluna attraverso i quali delle ghiandole secernono un umore odoroso, che fa da richiamo negli approcci amorosi.

## Distribuzione e habitat
Il cefalofo di Harvey vive prevalentemente nel Kenya centrale e sud-orientale e nella Tanzania nord-orientale e centrale, ma si incontra anche nella Somalia meridionale e nel Malawi settentrionale; nello Zambia è stato avvistato un'unica volta.
In Etiopia, una spedizione condotta nel 1986 nella foresta di Harenna, nella parte meridionale del Parco nazionale delle montagne di Bale, registrò la presenza di un cefalofo «rosso». Questo fu il primo avvistamento confermato di un cefalofo del genere Cephalophorus in Etiopia. Successivamente, sempre nella stessa area, avvenne un altro avvistamento di questo animale. Sebbene la corretta identificazione di questo animale rimanga ancora dubbia, è molto probabile che si sia trattato di un cefalofo di Harvey. Questa specie vive nella Somalia meridionale e potrebbe aver raggiunto le foreste di Bale risalendo le vallate dei fiumi Giuba e Genale, percorso utilizzato anche dai Primati della foresta. Nel 1996 venne confermata la presenza di un cefalofo rosso di specie non identificata nelle fitte boscaglie a nord dei confini settentrionali del Parco Nazionale dell'Omo, nel sud-ovest del Paese. Questo esemplare potrebbe essere appartenuto a una popolazione di cefalofo di Weyns (C. weynsi), che vive sui Monti Imatong del Sudan sud-orientale, 400 km a sud-ovest, ma la maggior parte degli studiosi ritiene oggi che sia stato un membro di una popolazione isolata di C. n. harveyi.
La specie si incontra nelle foreste di pianura e di montagna, in macchie forestali isolate, nelle foreste rivierasche, nelle macchie costiere, nelle boscaglie e in altri habitat dalla fitta copertura. Su alcuni massicci dei Monti dell'Arco Orientale (ad esempio sugli Uluguru) si spinge oltre i 2400 m di quota.

## Biologia
Il cefalofo di Harvey vive da solo o in coppie, ma talvolta forma piccoli gruppi costituiti da 3-5 esemplari. Di abitudini territoriali, sfrega le ghiandole odorifere della faccia contro rami, ramoscelli e tronchi d'albero per segnalare la presenza ai conspecifici. Spesso i membri delle coppie riproduttive si strofinano a vicenda le stesse ghiandole per salutarsi e per rinsaldare i legami di coppia.
Attivo sia di giorno che di notte, si nutre di foglie, ramoscelli, frutti, insetti, uova di uccelli e carogne. A volte segue i branchi di scimmie e mangia i frutti che queste fanno cadere.

## Conservazione
La principale minaccia per la sopravvivenza di questa specie è la perdita dell'habitat a causa della deforestazione e dell'avanzata degli insediamenti umani, specialmente in molte foreste costiere e di montagna. Inoltre, continua a essere pesantemente cacciata in tutto il suo areale, sia con l'impiego di cani che di lacci.
In Somalia, questo animale viveva originariamente nelle regioni rivierasche del corso inferiore dei fiumi Uebi Scebeli e Giuba, nonché nelle macchie e foreste costiere attorno al lago Badana, ma a partire dalla metà degli anni '80 ha perso quasi tutte le aree disponibili lungo il Giuba e lo Uebi Scebeli a causa dello sviluppo dell'agricoltura, e oggi si incontra solamente in poche zone di foresta rivierasca lungo il corso inferiore del Giuba.
Malgrado tutto, si ritiene che ancora oggi ne vivano più di 20.000 esemplari, protetti anche all'interno di numerose aree protette di tutta l'Africa orientale, come il Parco nazionale del Monte Kenya, il Parco nazionale del Kilimangiaro, il Parco nazionale dei monti Udzungwa e il Parco Nazionale delle Montagne di Bale.